# Das schwarze Zimmer
Das schwarze Zimmer (Originaltitel: The Black Room) ist ein US-amerikanischer Horrorfilm aus dem Jahr 1935 von Roy William Neill mit Boris Karloff und Marian Marsh in den Hauptrollen.

## Handlung
Ende des 19. Jahrhunderts werden in einem Tiroler Schloss dem Baron Frederick de Berghman die Zwillinge Gregor und Anton geboren. Der Legende nach wird bei Zwillingen in der Familie de Berghman der jüngere Zwilling den älteren töten, daher wird Anton, der jüngere, fortgeschickt, um eine Tragödie zu verhindern. 
Zwanzig Jahre später bittet Gregor, der in Antons Abwesenheit regieren soll, um Antons Rückkehr. Die Stadt ist misstrauisch gegenüber Gregor, nachdem mehrere Personen auf mysteriöse Weise aus dem Schloss verschwunden sind. Gregor kündigt nun Pläne an, die Regierungsverantwortung mit seinem Bruder zu teilen, aber Anton hat Gerüchte über die Verschwinden gehört und ist misstrauisch gegenüber Gregors Motiven. Gregor plant, Thea Hassel, die Tochter von Oberst Hassel, zu heiraten. Nachdem er sie kennengelernt hat, verliebt sich auch Anton in sie. Unterdessen ermordet Gregor die Dienerin der Hassels, Mashka, als sie droht, ihre Affäre aufzudecken. Peter, ein Palastdiener, findet Mashkas Schal und zeigt ihn einigen Bauern, die zum Schloss marschieren. Der drohende Mob bringt Gregor dazu, zugunsten des beliebteren Anton auf seinen Titel zu verzichten. 
Gregor zeigt seinem Bruder den geheimen Eingang zum „Schwarzen Zimmer“, der in der Vergangenheit als Folterkammer genutzt wurde. Anton sieht Mashkas Knochen in der Grube, aber bevor er reagieren kann, stößt Gregor auch seinen Bruder in die Grube. Gregor übernimmt Antons Rolle und imitiert dessen gelähmten Arm. Nur Thor, Antons Hund, kennt die Wahrheit. Nachdem Hassel Gregor zu Theas Vormund ernannt hat, entdeckt er die List, aber bevor er Gregor entlarven kann, wird er ermordet. Der Mord wird Theas wahrer Liebe, Leutnant Lussan, angelastet. Gregor überredet sie, stattdessen ihn zu heiraten.
An seinem Hochzeitstag wird Gregor auf dem Weg zum „Schwarzen Zmmer“ von Thor angegriffen, woraufhin er seine Identität preisgibt. Gregor zieht sich ins „Schwarze Zimmer“ zurück, wo ihn der wütende Thor erneut angreift und ihn dieses Mal in die Grube stößt, wo er auf dem Messer aufgespießt wird, das Anton in seiner verwesenden Hand hält. Damit erfüllt sich die Prophezeiung und Lussan ist frei, Thea zu heiraten.

## Hintergrund
Gedreht wurde der Film vom 6. Mai bis zum 7. Juni 1935 in Culver City.
Stephen Goosson oblag die künstlerische Leitung. Verantwortlicher Toningenieur war Edward Bernds. Casting-Director war William Perlberg.

## Synchronisation
Die deutsche Synchronfassung entstand 1978 unter der Dialogregie von Til Kiwe, der auch das Dialogbuch verfasste.
| Rolle                          | Schauspieler      | Deutscher Synchronsprecher |
| ------------------------------ | ----------------- | -------------------------- |
| Baron Gregor/Anton de Berghman | Boris Karloff     | Gert Günther Hoffmann      |
| Thea Hassel                    | Marian Marsh      | Eva Kinsky                 |
| Leutnant Lussan                | Bob Allen         | Manfred Seipold            |
| Oberst Hassel                  | Thurston Hall     | Ernst Kuhr                 |
| Mashka                         | Katherine DeMille | Uschi Wolff                |
| Baron Frederick de Berghman    | Henry Kolker      | Christian Marschall        |
| Peter                          | Torben Meyer      | Kurt Zips                  |
| Karl                           | Egon Brecher      | Walter Reichelt            |
| Richter                        | George MacQuarrie | Til Kiwe                   |

Anmerkung: Die kursiv geschriebenen Namen sind Rollen und Darsteller, die nicht im Abspann erwähnt wurden.

## Veröffentlichung
Die Premiere des Films fand am 25. Juli 1935 statt. In der Bundesrepublik Deutschland wurde er am 25. Januar 1983 im deutschen Fernsehen ausgestrahlt.

## Kritiken
Der Filmkritiken-Aggregator Rotten Tomatoes hat in einer Auswertung von über 250 User-Kritiken ein Publikumsergebnis von 64 Prozent positiver Bewertungen ermittelt.
Meyer Levin schrieb unter seinem Pseudonym Patterson Levy im Magazin Esquire, Karloff in einer Doppelrolle und das Blaubart-Thema seien sehr kompetent umgesetzt.
Der Kritiker des TV Guide notierte, unter der stilsicheren Regie von Roy William Neill handele es sich um erstklassigen Gothic-Horror, in dem Karloff eine seiner besten Leistungen zeige, insbesondere in der Szene, in der der böse Gregor die Darstellung seines verkrüppelten Bruders probt. Karloffs geschickte Darstellungen, gute optische Arbeit und exzellenter Schnitt schaffen es, die Illusion zweier miteinander interagierender Karloffs zu erzeugen.
Dennis Schwartz bezeichnete das Werk als unheimliches, atmosphärisches, kitschiges B-Film-Gothic-Melodram.
Derek Winnert lobte, Neill führe die Regie mit ruhiger Hand und zurückhaltend, genau richtig für die atemberaubenden Umstände.
Das Lexikon des internationalen Films schrieb: „Ein in erster Linie vom Reiz seiner gruselig stilisierten Dekorationen lebendes Schauerkino, das seinerzeit die Kritik in Begeisterung versetzte.“